# Negeta albiplagiata
Negeta albiplagiata är en fjärilsart som beskrevs av George Francis Hampson 1918. Negeta albiplagiata ingår i släktet Negeta och familjen trågspinnare. Inga underarter finns listade i Catalogue of Life.